# مارسلو کاررا
مارسلو کاررا (انگلیسی: Marcelo Carrera؛ زادهٔ ۱ اکتبر ۱۹۶۲) بازیکن فوتبال اهل آرژانتین است.
از باشگاه‌هایی که در آن بازی کرده‌است می‌توان به باشگاه فوتبال ال پورونیر، باشگاه اتلتیکو ایندپندینته، و کلمبوس کرو اشاره کرد.